# FA WSL 2019-20
La FA WSL 2019-20 (también conocida como Barclays FA Women's Super League por motivos de patrocinio) es la novena temporada de la FA Women's Super League, máxima división de fútbol femenino en Inglaterra. En ella participan 12 equipos y los dos primeros en la tabla, se clasifican para la Liga de Campeones Femenina de la UEFA. Es la primera temporada bajo el patrocinio de Barclays.
El 13 de marzo de 2020, se anunció que la Asociación Inglesa de Fútbol había decidido suspender la temporada hasta por lo menos el 3 de abril de 2020 como respuesta a la pandemia de coronavirus. Posteriormente se comunicó que la nueva fecha de retorno sería el 30 de abril de 2020, sin embargo, la suspensión se prolongó hasta nuevo aviso. Finalmente, el 25 de mayo de 2020, se comunicó que se había dado por terminada la liga. El 5 de junio se dio a conocer que el Chelsea había sido declarado campeón y el Liverpool descendería a la FA Women's Championship para la temporada 2020-21. Tanto el Chelsea como el Manchester City Women's Football Club consiguieron la clasificación para la Liga de Campeones.

## Transmisión
Para la temporada 2019-20, la Asociación Inglesa de Fútbol lanzó un nuevo servicio de streaming disponible para ordenador y móvil que retransmite todos los partidos de la liga internacionalmente gratis, excepto en Australia, donde Optus Sport tiene los derechos, América Central por Sky México y Escandinavia por NENT. Aparte del The FA Player, BBC Sport retransmite un partido por fin de semana en Reino Unido y BT Sport tiene los derechos para televisar un número seleccionado de partidos que están geo-bloqueados de The FA Player en Reino Unido.

## Equipos
Tras la reestructuración en la temporada 2018-19, la membresía de la liga volvió casi igual. El número de equipos, antes de 11, es ahora de 12, habiendo ascendido el Manchester United y el Tottenham Hotspur y descendido el Yeovil Town.
| Equipo                 | Ubicación            | Estadio               | Capacidad | temporada 2018–19    |
| ---------------------- | -------------------- | --------------------- | --------- | -------------------- |
| Arsenal                | Borehamwood          | Meadow Park           | 4,502     | 1º                   |
| Birmingham City        | Solihull             | Damson Park           | 3,050     | 4º                   |
| Brighton & Hove Albion | Crawley              | Broadfield Stadium    | 6,134     | 9º                   |
| Bristol City           | Filton               | Stoke Gifford Stadium | 1,500     | 6º                   |
| Chelsea                | Kingston upon Thames | Kingsmeadow           | 4,850     | 3º                   |
| Everton                | Liverpool            | Walton Hall Park      |           | 10º                  |
| Liverpool              | Birkenhead           | Prenton Park          | 16,587    | 8º                   |
| Manchester City        | Mánchester           | Academy Stadium       | 7,000     | 2º                   |
| Manchester United      | Huddersfield         | Leigh Sports Village  | 12,000    | Segunda División, 1º |
| Reading                | High Wycombe         | Adams Park            | 9,617     | 5º                   |
| Tottenham Hotspur      | Canons Park          | The Hive Stadium      | 6,500     | Segunda División, 2º |
| West Ham United        | Romford              | Rush Green Stadium    | 3,000     | 7º                   |

1. ↑  Partido vs Birmingham City disputado en Falmer Stadium
2. ↑  Primer partido de la temporada vs Brighton & Hove Albion disputado en Ashton Gate Stadium
3. ↑  Derbi contra el Tottenham Hotspur disputado en  Stamford Bridge
4. ↑  Primeros seis partidos disputados en Haig Avenue
5. ↑  Derbi de Merseyside disputado en Goodison Park
6. ↑  Derbi de Merseyside disputado en Anfield
7. ↑  Derbi de Mánchester disputado Estadio Ciudad de Mánchester
8. ↑  Partido vs Bristol City disputado en Madejski Stadium
9. ↑  Derbi del Norte de Londres disputado en Tottenham Hotspur Stadium
10. ↑  Partido vs Tottenham Hotspur disputado en Estadio Olímpico de Londres

### Cambios de estadio
Tras el récord de visualizaciones durante el Mundial 2019, tres partidos de la liga fueron movidos a estadios de la Premier League: el Derbi de Mánchester en el Estadio Ciudad de Mánchester, Chelsea vs Tottenham Hotspur en Stamford Bridge y el Derbi del Norte de Londres en Tottenham Hotspur Stadium. En total, ocho de los doce equipos han cambiado partidos de la WSL a estadios de la sección masculina de los clubes. Bristol City anunció que su primer partido sería jugado en el Ashton Gate Stadium, Reading trasladó uno de los partidos (y todos los tres partidos de la League Cup) al Madejski Stadium, y el West Ham United anunció que disputaría su partido contra el Tottenham Hotspur en el Estadio Olímpico de Londres. Brighton & Hove Albion movió su partido contra el Birmingham City al Falmer Stadium y el Liverpool trasladó el Derbi de Merseyside a Anfield durante la FA 's Women's Football Weekend (Fin de semana del fútbol femenino de la FA). El Everton movió el Derbi de Merseyside al Goodison Park en febrero.
Después de haber planeado trasladar permanentemente al Estadio de Walton Hall Park en octubre de 2019, el Everton tuvo que posponer el cambio hasta febrero debido a retrasos y tuvo que jugar 6 de los 11 partidos en casa al Haig Avenue en Southport.

### Personal y equipación
Actualizado el 23 de febrero de 2020
| Equipo                 | Entrenador               | Capitana                | Fabricante de la equipación | Patrocinador de la equipación |
| ---------------------- | ------------------------ | ----------------------- | --------------------------- | ----------------------------- |
| Arsenal                | Joe Montemurro           | Kim Little              | Adidas                      | Fly Emirates                  |
| Birmingham City        | Charlie Baxter (iterino) | Kerys Harrop            | Adidas                      | Maple from Canada             |
| Brighton & Hove Albion | Hope Powell              | Danielle Buet           | Nike                        | American Express              |
| Bristol City           | Tanya Oxtoby             | Loren Dykes             | Bristol Sport               | Yeo Valley                    |
| Chelsea                | Emma Hayes               | Magdalena Eriksson      | Nike                        | Yokohama Tyres                |
| Everton                | Willie Kirk              | Lucy Graham             | Umbro                       | SportPesa                     |
| Liverpool              | Vicky Jepson             | Sophie Bradley-Auckland | New Balance                 | BetVictor                     |
| Manchester City        | Alan Mahon (interino)    | Steph Houghton          | Puma                        | Etihad Airways                |
| Manchester United      | Casey Stoney             | Katie Zelem             | Adidas                      | Chevrolet                     |
| Reading                | Kelly Chambers           | Natasha Harding         | Macron                      | YLD                           |
| Tottenham Hotspur      | Karen Hills              | Jenna Schillaci         | Nike                        | AIA                           |
| West Ham United        | Matt Beard               | Gilly Flaherty          | Umbro                       | Betway                        |

### Cambios de entrenador
| Equipo          | Antiguo entrenador | Causa de salida                        | Fecha de salida      | Posición en la tabla | Nuevo entrenador         | Fecha de nombramiento |
| --------------- | ------------------ | -------------------------------------- | -------------------- | -------------------- | ------------------------ | --------------------- |
| Manchester City | Nick Cushing       | Firma de contrato con New York City FC | 2 de febrero de 2020 | 1º                   | Alan Mahon (iterino)     | 3 de febrero de 2020  |
| Birmingham City | Marta Tejedor      | Separación mutua                       | 3 de marzo de 2020   | 11º                  | Charlie Baxter (iterino) | 3 de marzo de 2020    |

## Tabla
Las posiciones fueron declaradas por puntos por partido'
| Pos. | Equipo                 | Pts. | PJ | G  | E | P  | GF | GC | Dif. | Clasificación                        |
| ---- | ---------------------- | ---- | -- | -- | - | -- | -- | -- | ---- | ------------------------------------ |
| 1    | Chelsea (C)            | 39   | 15 | 12 | 3 | 0  | 47 | 11 | +36  | Clasificación a la Liga de Campeones |
| 2    | Manchester City        | 40   | 16 | 13 | 1 | 2  | 39 | 9  | +30  | Clasificación a la Liga de Campeones |
| 3    | Arsenal                | 36   | 15 | 12 | 0 | 3  | 40 | 13 | +27  |                                      |
| 4    | Manchester United      | 23   | 14 | 7  | 2 | 5  | 24 | 12 | +12  |                                      |
| 5    | Reading                | 21   | 14 | 6  | 3 | 5  | 21 | 24 | −3   |                                      |
| 6    | Everton                | 19   | 14 | 6  | 1 | 7  | 21 | 21 | 0    |                                      |
| 7    | Tottenham Hotspur      | 20   | 15 | 6  | 2 | 7  | 15 | 24 | −9   |                                      |
| 8    | West Ham United        | 16   | 14 | 5  | 1 | 8  | 19 | 34 | −15  |                                      |
| 9    | Brighton & Hove Albion | 13   | 16 | 3  | 4 | 9  | 11 | 30 | −19  |                                      |
| 10   | Bristol City           | 9    | 14 | 2  | 3 | 9  | 9  | 38 | −29  |                                      |
| 11   | Birmingham City        | 7    | 13 | 2  | 1 | 10 | 5  | 23 | −18  |                                      |
| 12   | Liverpool              | 6    | 14 | 1  | 3 | 10 | 8  | 20 | −12  | Descenso a Championship              |

 Fuente: FA WSL, BBC
Criterios de clasificación: Inicialmente: 1) Puntos; 2) Diferencia de goles; 3) Número de goles marcados. Tras la suspensión de la temporada: 1) Puntos por partido

## Resultados
| Local \ Visitante      | ARS | BIR | BHA | BRI  | CHE | EVE | LIV | MCI | MNU | REA | TOT | WHU |
| ---------------------- | --- | --- | --- | ---- | --- | --- | --- | --- | --- | --- | --- | --- |
| Arsenal                | —   | 2–0 | 4–0 | 11–1 | 1–4 |     | 1–0 | 1–0 |     |     |     | 2–1 |
| Birmingham City        |     | —   |     | 0–1  | 0–6 | 0–1 | 2–0 | 0–2 |     |     | 1–1 |     |
| Brighton & Hove Albion | 0–4 | 3–0 | —   |      | 1–1 | 1–0 | 1–0 |     | 1–1 | 2–2 | 0–1 | 1–3 |
| Bristol City           |     | 0–2 | 0–0 | —    | 0–4 |     | 0–1 | 0–5 |     |     | 1–2 |     |
| Chelsea                | 2–1 | 2–0 |     | 6–1  | —   |     |     | 2–1 | 1–0 | 3–1 | 1–0 | 8–0 |
| Everton                | 1–3 |     | 2–0 | 2–0  |     | —   |     | 0–1 | 2–3 | 3–1 | 3–1 |     |
| Liverpool              | 2–3 |     |     | 1–1  | 1–1 | 0–1 | —   |     |     | 0–1 |     | 1–1 |
| Manchester City        | 2–1 | 3–0 | 5–0 | 1–0  | 3–3 | 3–1 | 1–0 | —   | 1–0 |     |     | 5–0 |
| Manchester United      | 0–1 |     | 4–0 | 0–1  |     | 3–1 | 2–0 |     | —   | 2–0 | 3–0 |     |
| Reading                | 0–3 | 1–0 |     | 3–3  |     | 3–2 |     | 0–2 | 1–1 | —   | 3–1 | 2–0 |
| Tottenham Hotspur      | 0–2 |     | 1–0 |      |     | 2–2 | 1–0 | 1–4 | 0–3 |     | —   | 2–1 |
| West Ham United        |     | 1–0 | 2–1 |      | 1–3 |     | 4–2 |     | 3–2 | 2–3 | 0–2 | —   |

## Estadísticas
Actualizado el 23 de febrero de 2020

### Máximas goleadoras
| Puesto | Jugadora             | Club                   | Goles |
| ------ | -------------------- | ---------------------- | ----- |
| 1      | Vivianne Miedema     | Arsenal                | 16    |
| 2      | Bethany England      | Chelsea                | 14    |
| 3      | Pauline Bremer       | Manchester City        | 10    |
| 4      | Chloe Kelly          | Everton                | 9     |
| 5      | Lauren James         | Manchester United      | 6     |
| 5      | Ji So-Yun            | Chelsea                | 6     |
| 5      | Ellen White          | Manchester City        | 6     |
| 8      | Daniëlle van de Donk | Arsenal                | 5     |
| 8      | Kim Little           | Arsenal                | 5     |
| 8      | Fara Williams        | Reading                | 5     |
| 8      | Katie Zelem          | Manchester United      | 5     |
| 8      | Rachel Furness       | Liverpool              | 5     |
| 8      | Lauren Hemp          | Manchester City        | 5     |
| 8      | Adriana León         | West Ham United        | 5     |
| 8      | Jordan Nobbs         | Arsenal                | 5     |
| 8      | Guro Reiten          | Chelsea                | 5     |
| 8      | Ebony Salmon         | Bristol City           | 5     |
| 8      | Aileen Whelan        | Brighton & Hove Albion | 5     |

### Máximas asistentes
| Puesto | Jugadora             | Club              | Asistencias |
| ------ | -------------------- | ----------------- | ----------- |
| 1      | Vivianne Miedema     | Arsenal           | 8           |
| 2      | Janine Beckie        | Manchester City   | 7           |
| 3      | Fara Williams        | Reading           | 6           |
| 3      | Guro Reiten          | Chelsea           | 6           |
| 5      | Jonna Andersson      | Chelsea           | 5           |
| 6      | Daniëlle van de Donk | Arsenal           | 4           |
| 6      | Lisa Evans           | Arsenal           | 4           |
| 6      | Lauren Hemp          | Manchester City   | 4           |
| 6      | Keira Walsh          | Manchester City   | 4           |
| 10     | Erin Cuthbert        | Chelsea           | 3           |
| 10     | Bethany England      | Chelsea           | 3           |
| 10     | Leah Galton          | Manchester United | 3           |
| 10     | Fran Kirby           | Chelsea           | 3           |
| 10     | Beth Mead            | Arsenal           | 3           |
| 10     | Jill Scott           | Manchester City   | 3           |
| 10     | Lucy Staniforth      | Birmingham City   | 3           |
| 10     | Ellen White          | Manchester City   | 3           |

### Máximasvallas invictas
| Puesto | Jugadora               | Club                   | Vallas invictas |
| ------ | ---------------------- | ---------------------- | --------------- |
| 1      | Ellie Roebuck          | Manchester City        | 10              |
| 2      | Manuela Zinsberger     | Arsenal                | 6               |
| 3      | Mary Earps             | Manchester United      | 5               |
| 4      | Ann-Katrin Berger      | Chelsea                | 4               |
| 4      | Tinja-Riikka Korpela   | Everton                | 4               |
| 4      | Megan Walsh            | Brighton & Hove Albion | 4               |
| 7      | Becky Spencer          | Tottenham Hotspur      | 3               |
| 8      | Sophie Baggaley        | Bristol City           | 3               |
| 9      | Hannah Hampton         | Birmingham City        | 2               |
| 9      | Pauline Peyraud-Magnin | Arsenal                | 2               |
| 9      | Rachael Laws           | Reading                | 2               |
| 9      | Carly Telford          | Chelsea                | 2               |

## Premios

### Premios mensuales
| Mes        | Entrenador/a del Mes    | Entrenador/a del Mes | Jugadora del Mes | Jugadora del Mes  | Ref.                        |
| Mes        | Entrenador/a            | Club                 | Jugadora         | Club              | Ref.                        |
| ---------- | ----------------------- | -------------------- | ---------------- | ----------------- | --------------------------- |
| Septiembre | Karen Hills Juan Amorós | Tottenham Hotspur    | Chloe Kelly      | Everton           | [ 24 ] [ 25 ] [ 26 ] [ 27 ] |
| Octubre    | Emma Hayes              | Chelsea              | Kirsty Hanson    | Manchester United | [ 28 ] [ 29 ]               |
| Noviembre  | Willie Kirk             | Everton              | Millie Bright    | Chelsea           | [ 30 ] [ 31 ]               |
| Diciembre  | Joe Montemurro          | Arsenal              | Vivianne Miedema | Arsenal           | [ 32 ] [ 33 ]               |
| Enero      | Emma Hayes              | Chelsea              | Bethany England  | Chelsea           | [ 34 ] [ 35 ]               |
| Febrero    | Emma Hayes              | Chelsea              | Bethany England  | Chelsea           | [ 36 ] [ 37 ]               |

### Premios en metálico
Se otorgará por primera vez premios en metálico gracias al nuevo contrato de patrocinio con Barclay de 500.000 libras. El ganador recibirá 100.000 libras y las 400.000 restantes serán distribuidas según el puesto en la liga.
| Puesto | Premio en metálico |
| ------ | ------------------ |
| 1º     | £100,000           |
| 2º     | £67,000            |
| 3º     | £60,000            |
| 4º     | £55,000            |
| 5º     | £49,000            |
| 6º     | £43,000            |
| 7º     | £36,000            |
| 8º     | £30,000            |
| 9º     | £24,000            |
| 10º    | £18,000            |
| 11º    | £12,000            |
| 12º    | £6,000             |